# Danh sách di sản văn hóa Tây Ban Nha được quan tâm ở Sa Pobla
Danh sách di sản văn hóa Tây Ban Nha được quan tâm ở Sa Pobla.
| Tên                                 | Dạng                | Địa điểm                                               | Tọa độ                                        | Số hồ sơ tham khảo? | Ngày nhận danh hiệu? | Hình ảnh     |
| ----------------------------------- | ------------------- | ------------------------------------------------------ | --------------------------------------------- | ------------------- | -------------------- | ------------ |
| Antigua Cruz Son Palou Cruz Sagrado | Di tích Hành trình  | La Puebla Rotonda de circunvalación, carretera de Inca | 39°46′21″B 3°00′50″Đ / 39,772401°B 3,013821°Đ | RI-51-0010380       | 25-09-1998           | Upload image |
| Cruz Can Fat                        | Di tích Hành trình  | La Puebla                                              | 39°46′14″B 3°01′10″Đ / 39,770484°B 3,019389°Đ | RI-51-0010383       | 25-09-1998           | Upload image |
| Cruz carretera Muro                 | Di tích Hành trình  | La Puebla C. Fred - c. de sa Llum                      | 39°46′05″B 3°01′41″Đ / 39,767944°B 3,02809°Đ  | RI-51-0010384       | 25-09-1998           | Upload image |
| Cruz Martí Seguí Cruz S'Albufera    | Di tích Hành trình  | La Puebla Carretera a la Albufera, km 0,9              | 39°46′42″B 3°02′13″Đ / 39,778444°B 3,037014°Đ | RI-51-0010381       | 25-09-1998           | Upload image |
| Cruz Sa Costa Son Vila              | Di tích Hành trình  | La Puebla                                              | 39°49′27″B 3°01′43″Đ / 39,824105°B 3,028529°Đ | RI-51-0010382       | 25-09-1998           | Upload image |
| Cruz Sa Punta d'en Capó             | Di tích Hành trình  | La Puebla                                              | 39°45′48″B 3°01′22″Đ / 39,763384°B 3,02272°Đ  | RI-51-0010385       | 25-09-1998           | Upload image |
| Cruz des Creuer                     | Di tích Hành trình  | La Puebla                                              | 39°47′41″B 3°01′16″Đ / 39,794587°B 3,021229°Đ | RI-51-0010386       | 25-09-1998           | Upload image |
| Darrera ses Cases                   | Di tích Khảo cổ học | La Puebla                                              |                                               | RI-51-0002571       | 10-09-1966           | Upload image |
| Es Claper Gros hay d'en Miró        | Di tích Khảo cổ học | La Puebla                                              |                                               | RI-51-0002560       | 10-09-1966           | Upload image |
| Es Vilar                            | Di tích Khảo cổ học | La Puebla                                              | 39°44′26″B 3°00′17″Đ / 39,740564°B 3,004738°Đ | RI-51-0002573       | 10-09-1966           | Upload image |
| Garriga Ses Comes                   | Di tích Khảo cổ học | La Puebla                                              | 39°47′47″B 2°59′34″Đ / 39,796427°B 2,992665°Đ | RI-51-0002563       | 10-09-1966           | Upload image |
| Molino d'en Barraca                 | Di tích Khảo cổ học | La Puebla                                              |                                               | RI-51-0002566       | 10-09-1966           | Upload image |
| Puig d'en Font                      | Di tích Khảo cổ học | La Puebla                                              | 39°48′30″B 3°01′01″Đ / 39,808409°B 3,016905°Đ | RI-51-0002575       | 10-09-1966           | Upload image |
| Puig Casa                           | Di tích Khảo cổ học | La Puebla Son Cladera                                  | 39°48′18″B 3°00′33″Đ / 39,805076°B 3,009077°Đ | RI-51-0002569       | 10-09-1966           | Upload image |
| Puig María                          | Di tích Khảo cổ học | La Puebla                                              | 39°48′56″B 3°00′40″Đ / 39,815689°B 3,011178°Đ | RI-51-0002572       | 10-09-1966           | Upload image |
| Puig na Vissa                       | Di tích Khảo cổ học | La Puebla                                              | 39°47′24″B 3°00′14″Đ / 39,789949°B 3,003936°Đ | RI-51-0002570       | 10-09-1966           | Upload image |
| Puig des Castellot                  | Di tích Khảo cổ học | La Puebla                                              | 39°48′37″B 3°00′30″Đ / 39,810283°B 3,008256°Đ | RI-51-0002574       | 10-09-1966           | Upload image |
| Sa Pleta                            | Di tích Khảo cổ học | La Puebla                                              |                                               | RI-51-0002565       | 10-09-1966           | Upload image |
| Santuari                            | Di tích Khảo cổ học | La Puebla                                              |                                               | RI-51-0002561       | 10-09-1966           | Upload image |
| Ses Parets des Moros                | Di tích Khảo cổ học | La Puebla                                              | 39°47′30″B 2°59′43″Đ / 39,791651°B 2,995398°Đ | RI-51-0002564       | 10-09-1966           | Upload image |
| Son Amer                            | Di tích Khảo cổ học | La Puebla                                              |                                               | RI-51-0002567       | 10-09-1966           | Upload image |
| Son Cebrià                          | Di tích             | La Puebla                                              |                                               | RI-51-0002568       | 10-09-1966           | Upload image |
| Tanca des Moros                     | Di tích Khảo cổ học | La Puebla                                              |                                               | RI-51-0002562       | 10-09-1966           | Upload image |